# ایمورتوس
ایمورتوس (به انگلیسی: Immortus) یک شخصیت خیالی ابرشرور در کتاب‌های کامیک آمریکایی منتشر شده توسط مارول کامیکس است. این شخصیت توسطاستن لی و جک کربی خلق شده و در انتقام‌جویان شماره ۱۰ام (نوامبر ۱۹۶۴) معرفی شد. وی همچنین عضو گروه‌های خلافکارانه‌ای چون نگهبانان زمان، برادری بادون و کلیسای ایمورتوس است. ایمورتوس در واقع آیندهٔ کانگ فاتح است.
جدا از کتاب‌های کامیک، شرکت مارول از ایمورتوس در دیگر کالاهای خود از جمله پوشاک، اسباب‌بازی، ورق بازی، انیمیشن‌های تلویزیونی و بازی‌های رایانه‌ای استفاده کرده‌است.